# Astragalus akmanii
Astragalus akmanii är en ärtväxtart som beskrevs av Aytaç och Hayri Duman. Astragalus akmanii ingår i släktet vedlar, och familjen ärtväxter. Inga underarter finns listade i Catalogue of Life.